# Wólka Karwicka
Wólka Karwicka [pronunciación en polaco: /ˈvulka karˈvit͡ska/] es un pueblo ubicado en el distrito administrativo de Gmina Opoczno, dentro del Distrito de Opoczno, Voivodato de Łódź, en Polonia central. Se encuentra aproximadamente a 10 kilómetros al este de Opoczno y a 78 kilómetros al sureste de la capital regional Łódź.